# Camp Valhall
Camp Valhall var en grupperingsplats för 8.Pansarskyttekompaniet inom Nordbat 2 i Bosnien och Hercegovina. Campen grupperade i Vareš under BA01 och del av tiden under BA02 under vars tid campen omgrupperade till Spionica. Campen avvecklades under BA05.
Camp Valhall var också namnet på den nordiska förläggningen i Makedonien under UNPROFOR och UNPREDEP.